# Pristimantis chiastonotus
Pristimantis chiastonotus es una especie de anfibio anuro de la familia Craugastoridae.

## Distribución
Esta especie habita desde el nivel del mar hasta los 700 m de altitud:
- en Suriname;
- en Guayana Francesa;
- en Brasil en el estado de Amapá.[4]

## Descripción
Los machos miden de 26.7 a 39.7 mm y las hembras de 37.5 a 53.4 mm.

## Publicación original
- Lynch & Hoogmoed, 1977 : Two new species of Eleutherodactylus (Amphibia : Leptodactylidae) from northeastern South America. Proceedings of the Biological Society of Washington, vol. 90, n.º 2, p. 424-439[5]